# Grollooërveen

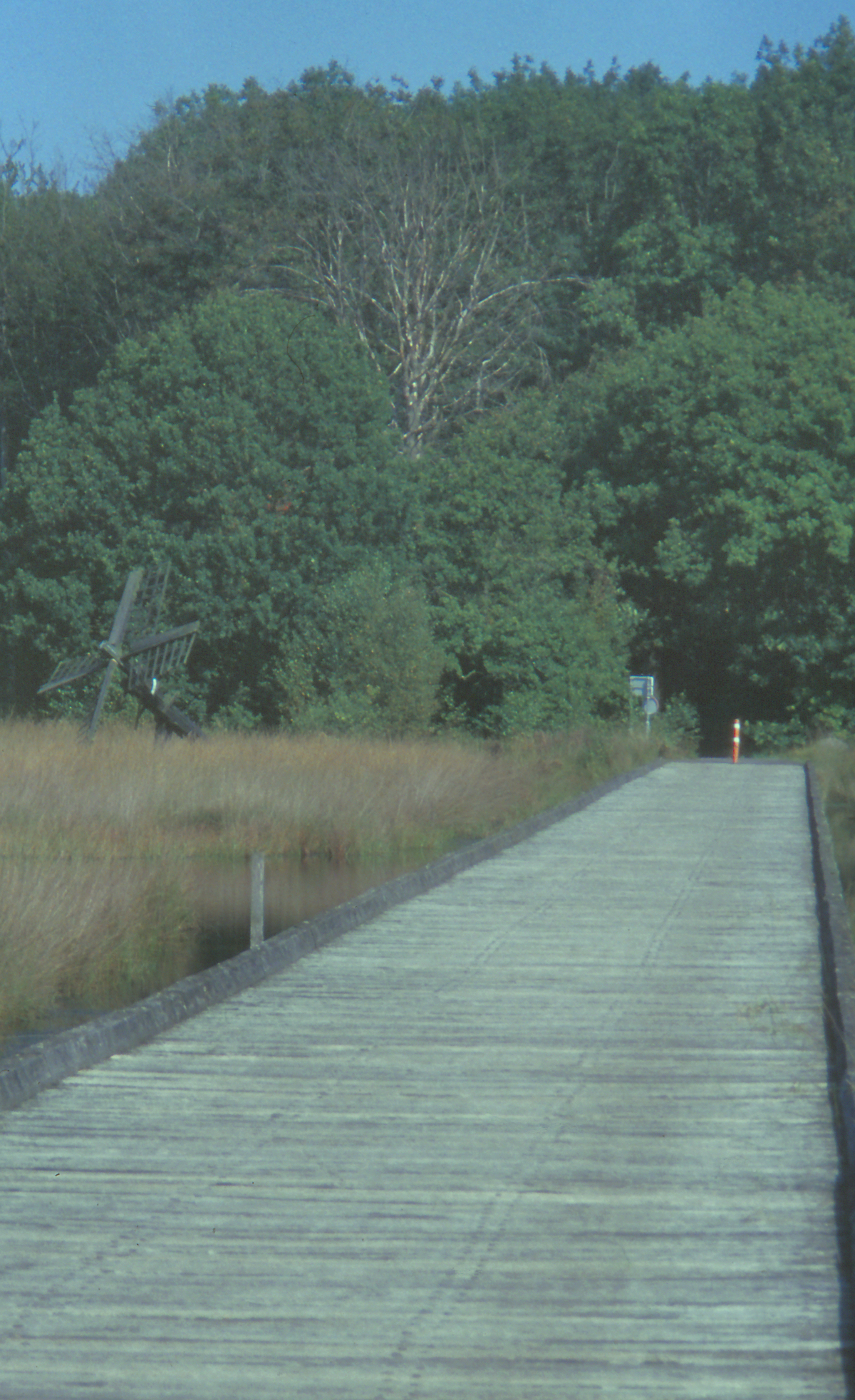
De houten brug en tjasker

Het Grollooërveen is een natuurgebied ten westen van Grolloo in de provincie Drenthe en is alleen toegankelijk voor fietsers en wandelaars. Het Grollooërveen is het grootste veengebied van de boswachterij Grolloo, waarin verscheidene vennen voorkomen. De oude asfaltweg van Grolloo naar Elp is in 1994 vervangen door een lange houten brug.
In het Grollooërveen komen naast verschillende plantensoorten zoals veenmos, veenpluis en zonnedauw ook verschillende dieren voor zoals de heikikker, kleine groene kikker, waterjuffers, heidelibellen, de geoorde fuut en de adder.
In het Grollooërveen staat een tjasker.

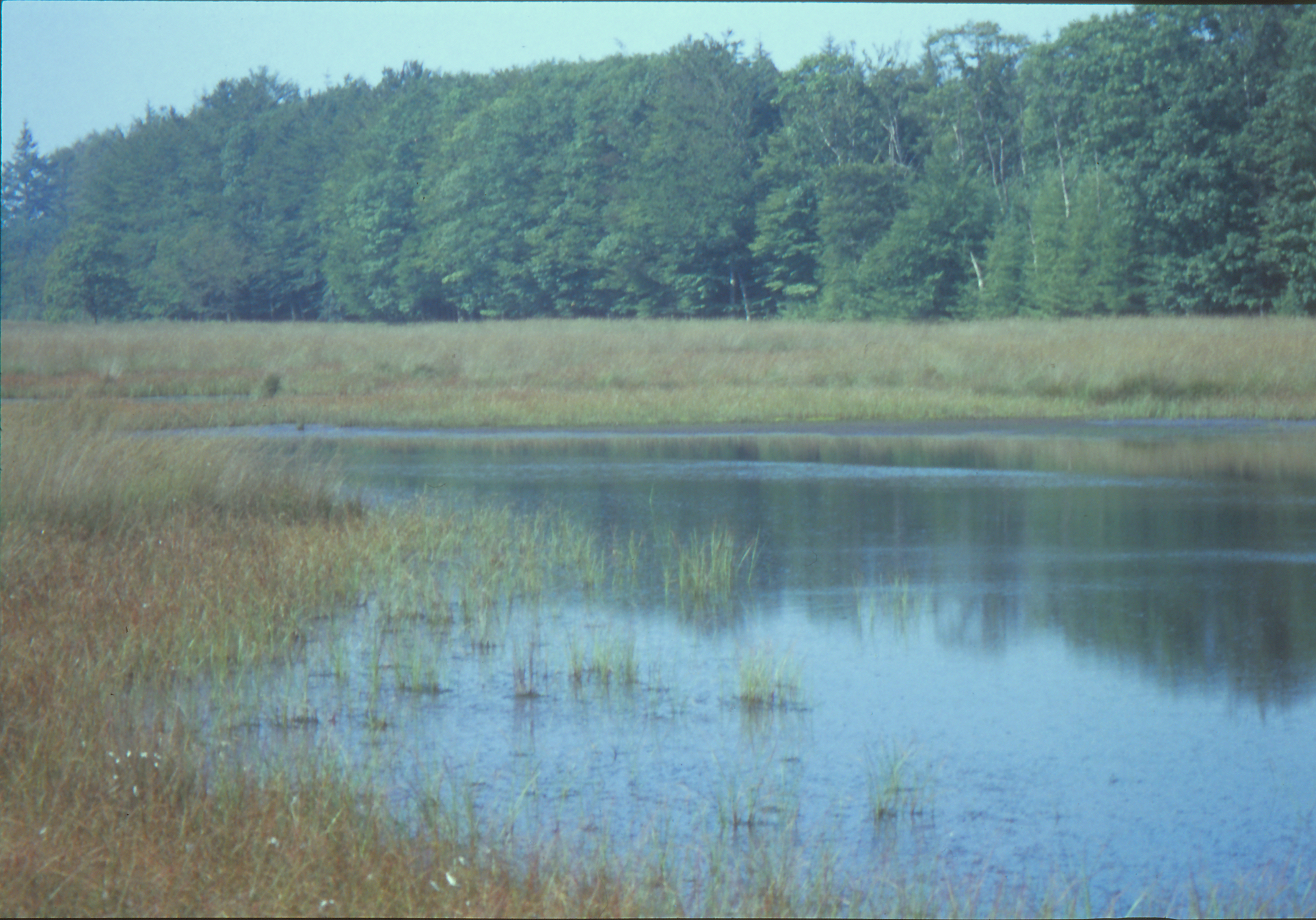
Grollooërveen
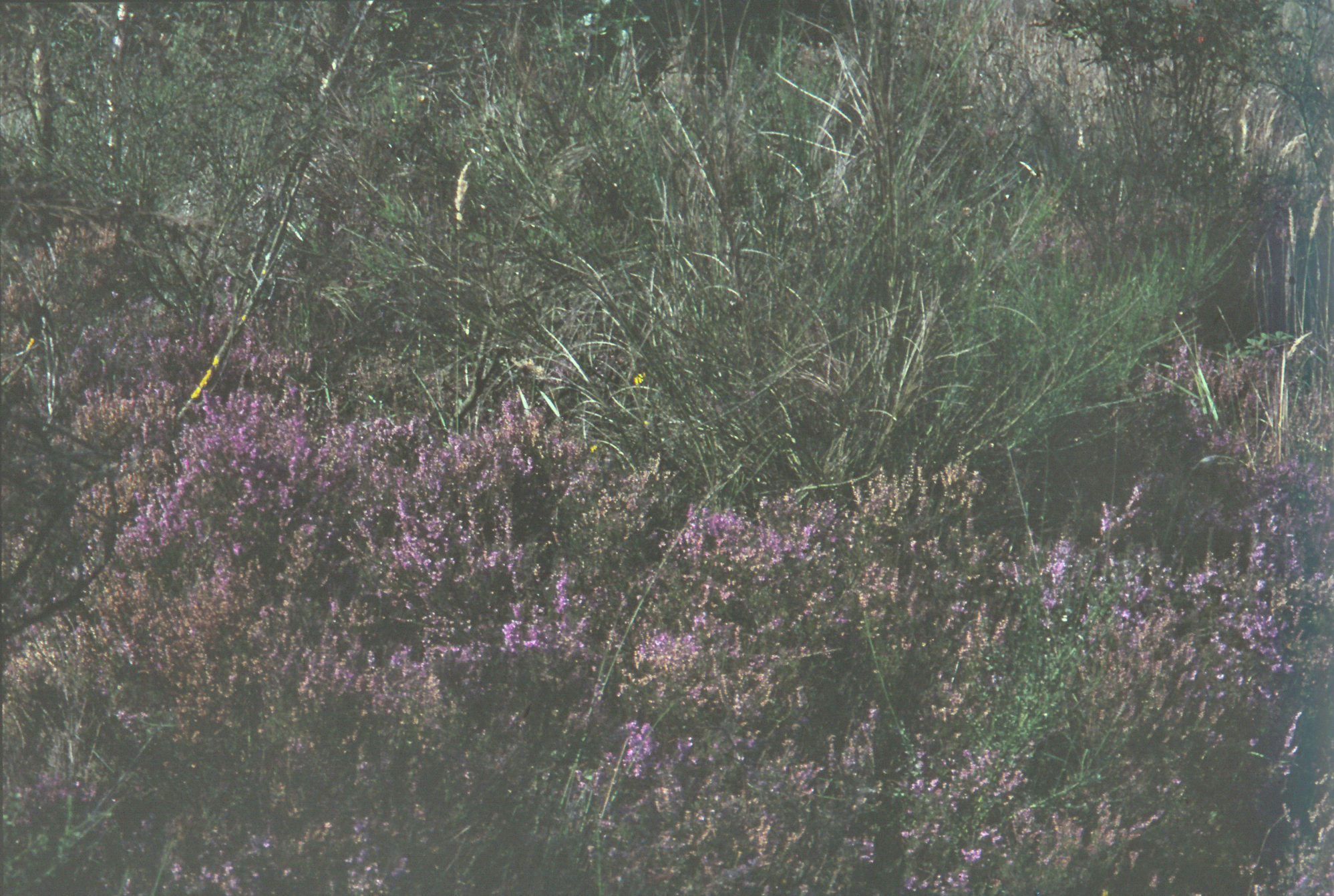
Vegetatie